# Tècnica de correlació inversa
La tècnica de correlació inversa és un mètode d'estudi basat en dades que s'utilitza principalment en la investigació psicològica i neurofisiològica. Aquest mètode va rebre el seu nom dels seus orígens en la neurofisiologia, on les correlacions creuades entre estímuls de soroll blanc i pics neuronals que es produeixen de manera dispersa es podien calcular més ràpidament quan només es calculaven per a segments anteriors als pics.
Des de llavors, el terme s'ha adoptat en experiments psicològics que normalment no analitzen la dimensió temporal, sinó que també presenten soroll als participants humans. En contrast amb el significat original, es creu que el terme reflecteix que la pràctica psicològica estàndard de presentar estímuls de categories definides als participants s'"inverteix": en canvi, les representacions mentals de les categories dels participants s'estimen a partir de les interaccions del soroll presentat i les respostes conductuals.
S'utilitza per crear imatges compostes de representacions mentals individuals i/o grupals de diversos elements (per exemple, cares, cossos, i el jo) que representen les característiques d'aquests elements (per exemple, fiabilitat i imatge corporal). Aquesta tècnica és útil a l'hora d'avaluar les representacions mentals de les persones amb i sense malalties mentals.

## Termes
Aquesta tècnica utilitza la mitjana activada per pics per explicar quines àrees de senyal i soroll d'una imatge són valuoses per a la pregunta de recerca donada. El senyal és informació utilitzada per produir objectes de valor que ajuden a explicar i connectar el món que ens envolta. El soroll es coneix comunament com un senyal no desitjat que enfosqueix la informació que el senyal intenta presentar. El més important per als estudis de correlació inversa és que el soroll és informació que varia aleatòriament. Per determinar les àrees d'importància mitjançant la correlació inversa, el soroll s'aplica a una imatge base i després els observadors l'avaluen.
Una imatge base és qualsevol imatge sense soroll que estigui relacionada amb la pregunta de recerca. Una imatge base que té soroll superposat a sobre són els estímuls que es presenten i que els participants avaluen. Cada vegada que es presenta un nou conjunt d'estímuls a un participant, això es coneix com a prova. Després que un participant hagi respost a centenars o milers de proves, un investigador està preparat per crear una imatge de classificació.
Una imatge de classificació (abreujada com a "CI" en alguns estudis) és una sola imatge que representa els patrons de soroll mitjans de les imatges seleccionades pels participants. També es pot calcular una imatge de classificació per a grups fent la mitjana de les imatges de classificació dels individus. Aquestes imatges de classificació són les que els investigadors utilitzen per interpretar les dades i extreure conclusions. En conjunt, el mètode de correlació inversa és un procés que dóna com a resultat una imatge composta (d'un individu o grup) que es pot utilitzar per estimar i interpretar representacions mentals.

## Disseny bàsic de l'estudi
El mètode de correlació inversa s'executa normalment com un experiment informàtic al laboratori. Aquest mètode segueix quatre passos generals. Cadascun dels passos següents es descriu amb més detall a continuació.
Després de crear una pregunta de recerca i determinar que el mètode de correlació inversa és la tècnica més adequada per respondre a la pregunta, un investigador ha de (1) dissenyar estímuls que varien aleatòriament. Un cop preparats els estímuls, un investigador ha de (2) recopilar dades dels participants que veuran i respondran a aproximadament 300-1.000 assaigs. Cada assaig constarà d'una o dues imatges (una al costat de l'altra) derivades de la mateixa imatge base amb soroll superposat a la part superior. Les respostes dels participants dependran del disseny d'estudi escollit; si un investigador presenta només una imatge alhora, els participants la qualifiquen en una escala de 4 punts, però quan es mostren dues imatges, es demana al participant que triï quina s'alinea millor amb la categoria donada (per exemple, triï la imatge que sembli més agressiva).
Un cop recollides totes les dades, l'investigador (3) calcularà imatges de classificació per a cada participant i, utilitzant aquestes imatges, calcularà imatges de classificació de grup. Finalment, amb les imatges de classificació disponibles, l'investigador (4) avaluarà les imatges i traurà conclusions sobre els seus resultats.

### Pas 1: crear estímuls
A l'hora de dissenyar els estímuls per a un estudi de correlació inversa, els dos factors principals que s'han de tenir en compte són (1) la imatge base i (2) el soroll que s'utilitzarà. Tot i que no totes les bases són imatges per se, la majoria ho són i, per aquest motiu, la base es coneix normalment com a imatge base. La imatge base ha de representar allò que aborda la pregunta de recerca. Per exemple, si us interessa la representació mental de la gent xinesa, no tindria sentit utilitzar una imatge base d'una persona espanyola o caucàsica. De nou, si us interessa la representació mental dels patrons vocals masculins, tindria més sentit utilitzar un patró vocal base que hagi estat produït per un home.
Tenir una base és important perquè proporciona una mena d'àncora des de la qual els participants poden treballar. Quan no hi ha cap imatge base, el nombre d'assajos necessaris augmenta dràsticament, cosa que dificulta la recopilació de dades. Si bé hi ha estudis que han exclòs una imatge base (per exemple, l'estudi S), per a preguntes de recerca més elaborades i matisades, és important tenir una imatge base que sigui una representació justa del que se'ls demana als participants que classifiquin. Les fotografies de cares són generalment la imatge base més popular.
Tot i que el mètode de correlació inversa és capaç d'investigar una àmplia varietat de preguntes de recerca, l'aplicació més comuna del mètode és per avaluar cares en un sol tret. Els estudis de correlació inversa que aborden les avaluacions de la cara de vegades es denominen model de correlació inversa de l'espai facial (FSRCM). Afortunadament, hi ha bases de dades existents per a imatges de cares de diferents dades demogràfiques i emocions que funcionen bé com a imatges base.
El mètode de correlació inversa també es pot utilitzar per ajudar els investigadors a identificar quines àrees d'una imatge (per exemple, les àrees de la cara) tenen valor diagnòstic. Per tal d'identificar aquestes àrees de valor, els investigadors comencen minimitzant l'espai d'on un participant pot extreure informació. En imposar una "màscara" a una imatge (per exemple, desenfocar una imatge sense desenfocar àrees aleatòries), això redueix la informació que els individus poden veure i els obliga a centrar-se en determinades àrees. Aleshores, si/quan els participants són capaços d'identificar correctament una imatge amb un tret repetidament, podem extreure conclusions sobre quines àrees tenen valor diagnòstic.
Tot i que les cares i els estímuls visuals són els més populars, aquests no són els únics estímuls que es poden utilitzar en un estudi de correlació inversa. Aquest mètode es va dissenyar originalment per a estímuls auditius, cosa que permet als investigadors investigar com els perceptors interpreten la informació auditiva i creen atribucions basades en trets a diferents patrons de so. Per exemple, segmentant una gravació vocal d'una sola paraula (temps total de so 426 ms) en sis segments (71 ms cadascun) i variant el to de cada segment mitjançant distribucions gaussianes, els investigadors van poder descobrir quins patrons vocals associaven les persones amb certs trets. Concretament, aquest estudi va investigar com els oients van qualificar els clips de so de la paraula "realment" com a més interrogatius (és a dir, com els estudis de correlació inversa més comuns, aquest estudi va fer que els participants escoltessin dos clips de so per prova, triessin quins s'ajustaven millor a la categoria i després creessin una mitjana dels contorns del to). Més enllà de la percepció facial i auditiva, la investigació que utilitza el mètode de correlació inversa s'ha ampliat per investigar com els individus veuen objectes tridimensionals en imatges amb soroll (però sense senyal).
Després de seleccionar la imatge base, independentment de quina sigui la imatge, és útil aplicar un desenfocament gaussià per suavitzar el soroll de la imatge. Tot i que el soroll s'aplicarà més tard, és útil reduir el soroll existent a la foto abans d'aplicar el soroll escollit. Hi ha tres opcions principals pel que fa al soroll: soroll blanc, soroll d'ona sinusoidal i soroll de Gabor. Aquestes dues últimes restringeixen les configuracions que pot tenir el soroll i, per això, el soroll blanc sol ser el més utilitzat. Independentment del tipus de soroll que es triï, és crucial que el soroll variï aleatòriament.

### Pas 2: recollida de dades
Un cop desenvolupats els estímuls per a l'estudi, l'investigador ha de prendre algunes decisions abans de recollir les dades. L'investigador ha d'arribar a una conclusió sobre quants estímuls es presentaran alhora i quantes proves veuran els participants.
Pel que fa a la presentació dels estímuls, un investigador pot triar entre una elecció forçada de 2 imatges (2IFC) o una elecció forçada de 4 alternatives (4AFC). La 2IFC presenta dues imatges alhora (una al costat de l'altra) i requereix que els participants triïn entre les dues en una categoria específica (per exemple, quina imatge s'assembla més a un home). Normalment, el soroll de la imatge esquerra és l'invers matemàtic del soroll de la imatge dreta. Aquest mètode es va desenvolupar per respondre millor a les preguntes que no es podien respondre completament amb el mètode 4AFC. En comparació amb la 2IFC, la 4AFC només mostra als participants una imatge per prova i els exigeix que la qualifiquen en una escala de 4 punts ((1) Probablement X, (2) Possiblement X, (3) Possiblement Y, (4) Probablement Y). Per exemple, aquí X podria representar un home i Y podria representar una dona. Normalment, durant l'anàlisi de dades, només s'inclouen les imatges que es trien com a categoria "probablement".
Com s'ha esmentat anteriorment, el 2IFC es va dissenyar per abordar preguntes que el 4AFC no podia respondre fàcilment. En el 4AFC, hi ha la possibilitat que els participants no triïn una categoria "probablement", i si això passa, no es pot calcular cap imatge de classificació. Per exemple, si la imatge base no s'assembla a la representació mental sobre la qual se'ls demana als participants que informin, és possible que els participants mai no facin una elecció segura i classifiquin la imatge en una categoria "probablement". Si bé això és un defecte del 4AFC, un avantatge d'aquest mètode i estructura d'escala és que els investigadors poden veure els judicis de certesa dels participants sobre les seves decisions de classificació (per exemple, una etiqueta probablement X suggeriria una major confiança en la seva decisió que una etiqueta possible X).
Pel que fa a l'elecció del nombre d'assajos, generalment els investigadors que realitzen un estudi de correlació inversa presenten als participants entre 300 i 1.000 assajos.

### Pas 3: càlcul d'una imatge de classificació (CI)
De nou, una imatge de classificació és el soroll mitjà calculat de totes les imatges seleccionades (estímuls). Les imatges de classificació es poden generar per a individus o per al grup. Calcular una imatge de classificació per a individus i grups és lleugerament diferent. Per calcular una imatge de classificació per a un individu, l'investigador començarà creant una mitjana del soroll de totes les imatges seleccionades i després superposarà aquest patró a la imatge base. Abans de superposar el soroll, s'escala per ajustar-lo a la imatge base (és a dir, les intensitats de píxel més petita i més gran coincideixen amb els píxels de la imatge base). Per generar una imatge de classificació per a un grup, l'investigador gestionarà cada imatge de classificació individual per separat (assegurant-se d'escala els píxels independentment) o aplicarà un escalat dependent. Un escalat dependent s'anomena així perquè l'escala que s'aplica a totes les imatges de classificació depèn de la imatge amb el rang de píxels més gran. Utilitzant aquesta única imatge i el seu rang de píxels, l'investigador farà coincidir els píxels de la imatge de classificació amb els píxels de la imatge base. El factor d'escalat utilitzat per a aquesta imatge s'aplica a les imatges de classificació restants. A l'hora d'escollir entre aquests dos enfocaments, tingueu en compte que en imatges de classificació amb poc senyal, l'escalat independent amplifica el senyal i el soroll més que l'escalat dependent. Si l'investigador està interessat en la intensitat del senyal, es suggereix que utilitzi l'escalat dependent.
Quan es calcula una imatge de classificació, és fonamental tenir en compte com el soroll extern afectarà la relació senyal-soroll (SNR). La SNR és la relació entre l'entrada desitjada (per exemple, el senyal) i la informació no desitjada (per exemple, el soroll). Una manera de produir una SNR alta (quan els observadors són imparcials) és utilitzar aquesta fórmula C=( N A A + N B A )-( N A B + N B B ). Aquests investigadors han trobat els paràmetres experimentals òptims per a diferents dissenys d'estudi que donaran lloc a una SNR alta.

### Pas 4: avaluació d'imatges de classificació i extracció de conclusions
Després de calcular les imatges de classificació per a participants individuals i/o per al grup, l'investigador utilitzarà aquestes imatges per extreure conclusions sobre les seves preguntes de recerca. Tanmateix, tot i que no sempre és el cas, ocasionalment, després de generar el primer conjunt d'imatges de classificació, els investigadors prendran aquestes imatges i les presentaran a una nova mostra de participants i els demanaran que les valorin segons un factor d'interès posterior. Aquest procés es coneix com a correlació inversa de dues fases. Per exemple, si es calculés una imatge de classificació després que es demanés als participants que triessin la imatge que s'assemblés més a un agent de policia, les imatges de classificació generades es podrien presentar a una nova mostra que avaluaria les imatges segons l'aspecte agressiu de les cares. Aquest procés facilita l'extracció de conclusions sobre les dades. Si bé aquest pas pot facilitar l'extracció de conclusions, cal anar amb compte de no recollir massa participants a la segona fase, perquè un nombre elevat de participants farà que les diferències més petites semblin significatives, donant lloc a un error de tipus 1.
Tot i que la correlació inversa s'utilitza normalment per crear una representació visual d'un sol tret, aquest mètode té la capacitat de crear una representació visual de més d'un tret en una imatge. Utilitzant la mateixa imatge base i soroll, es pot crear una imatge de classificació del tret 1 i una imatge de classificació del tret 2, i després crear una foto agregada de les dues imatges de classificació (creant així una nova imatge de classificació que incorpora dos trets socials).
A més, els investigadors han investigat com el procés de presa de decisions impacta i es reflecteix en el mètode de correlació inversa i han descobert que hi ha una relació significativa entre ells. Per tant, a l'hora d'interpretar resultats mitjançant el mètode de correlació inversa, els investigadors han de tenir precaució per no ignorar com el procés de presa de decisions pot influir en les dades.
Llegir un senyal en una imatge de classificació pot ser difícil. Quan s'intenta interpretar un senyal, els investigadors suggereixen que la millor pràctica és utilitzar una mètrica recentment desenvolupada anomenada "infoVal". "InfoVal" compara el valor informatiu de la imatge de classificació calculada amb una distribució aleatòria. Interpretar una mesura "infoVal" és similar a interpretar una puntuació z.